# Šišljavić
 Šišljavić  falu Horvátországban, Károlyváros megyében. Közigazgatásilag Károlyvároshoz tartozik.

## Fekvése
Károlyvárostól 17 km-re keletre, a Kulpa bal partján fekszik.

## Története
A település első írásos említése a 15. században történt. Az első letelepedők a Trebučan, Huljina, Rožan, Lukić, Matasić és Harambašić családok voltak, őket a Vrane, Herceg, Čujko, Vidović, Ribarić és Uđbinac családok követték. A falu 1789-ig a donja kupčinai plébániához tartozott, ekkor azonban megalapították önálló Szent József plébániáját és  hozzá csatolták Blatnica, Ivančići és Koritinja falvakat. A régi plébániatemplomot még a falu egykori birtokosa  Juraj Budački építtette. Helyén 1892-ben kezdték felépíteni a mai plébániatemplomot, melynek építése 1902-ben fejeződött be.
A településnek 1857-ben 1343, 1910-ben 1615 lakosa volt. A trianoni békeszerződésig Zágráb vármegye Károlyvárosi járásához tartozott. 2011-ben 452-en lakták.

## Lakosság
| Lakosság változása | Lakosság változása | Lakosság változása | Lakosság változása | Lakosság változása | Lakosság változása | Lakosság változása | Lakosság változása | Lakosság változása | Lakosság változása | Lakosság változása | Lakosság változása | Lakosság változása | Lakosság változása | Lakosság változása | Lakosság változása |
| ------------------ | ------------------ | ------------------ | ------------------ | ------------------ | ------------------ | ------------------ | ------------------ | ------------------ | ------------------ | ------------------ | ------------------ | ------------------ | ------------------ | ------------------ | ------------------ |
| 1857               | 1869               | 1880               | 1890               | 1900               | 1910               | 1921               | 1931               | 1948               | 1953               | 1961               | 1971               | 1981               | 1991               | 2001               | 2011               |
| 1343               | 1522               | 1401               | 1649               | 1605               | 1615               | 1614               | 1538               | 1349               | 1319               | 1209               | 1167               | 1067               | 897                | 714                | 452                |

## Nevezetességei
- Szent József tiszteletére szentelt plébániatemploma[4] 1892 és 1902 között épült Hermann Bollé tervei szerint. A templom egyhajós épület, harangtornya a homlokzat felett magasodik. Főoltárán Szent József szobra látható karjaiban a gyermek Jézussal, két oldalán Szent Péter és Szent Pál apostolok szobrai. Jobb oldali mellékoltára Páduai Szent Antal, a bal oldali a Lourdes-i Szűzanya tiszteletére van szentelve. A Szent Antal oltár egyik mellékalakja valószínűleg még abból a régi templomból származik, amelynek alapjain a mai templom épült. Említésre méltó még a templom keresztelőmedencéje.
- A plébánia emeletes épülete a templommal egyidejűleg épült szintén Hermenn Bollé tervei szerint. A honvédő háború során súlyos károkat szenvedett, megújítása nemrég fejeződött be.